# Прва савезна лига Југославије у фудбалу 1980/81.
Прва савезна лига Југославије била је највиши ранг фудбалског такмичења у Југославији 1980/81. године. И педесеттрећа сезона по реду у којој се организовало првенство Југославије у фудбалу. Шампион је постала Црвена звезда из Београда, освојивши своју другу узастопну, а укупно четрнаесту шампионску титулу.

## Табела
| Место | Клуб                | мечева | победа | нерешених | пораза | дати голови | примљени голови | гол разлика | бодова |
| ----- | ------------------- | ------ | ------ | --------- | ------ | ----------- | --------------- | ----------- | ------ |
| 1     | Црвена звезда       | 34     | 15     | 14        | 5      | 62          | 31              | +31         | 44     |
| 2     | Хајдук Сплит        | 34     | 16     | 10        | 8      | 57          | 36              | +21         | 42     |
| 3     | Раднички Ниш        | 34     | 13     | 15        | 6      | 39          | 28              | +11         | 41     |
| 4     | Слобода Тузла       | 34     | 14     | 8         | 12     | 46          | 51              | -5          | 36     |
| 5     | Динамо Загреб       | 34     | 12     | 11        | 11     | 44          | 38              | +6          | 35     |
| 6     | Будућност Титоград  | 34     | 11     | 12        | 11     | 38          | 34              | +4          | 34     |
| 7     | НК Ријека           | 34     | 12     | 10        | 12     | 50          | 47              | +3          | 34     |
| 8     | Партизан            | 34     | 9      | 16        | 9      | 43          | 41              | +2          | 34     |
| 9     | Вележ Мостар        | 34     | 13     | 8         | 13     | 44          | 47              | -3          | 34     |
| 10    | Војводина           | 34     | 13     | 8         | 13     | 37          | 40              | -3          | 34     |
| 11    | Вардар Скопље       | 34     | 11     | 11        | 12     | 41          | 48              | -7          | 33     |
| 12    | Олимпија Љубљана    | 34     | 8      | 16        | 10     | 29          | 33              | -4          | 32     |
| 13    | Сарајево            | 34     | 12     | 8         | 14     | 47          | 53              | -6          | 32     |
| 14    | Жељезничар Сарајево | 34     | 11     | 10        | 13     | 42          | 51              | -9          | 32     |
| 15    | ОФК Београд         | 34     | 8      | 14        | 12     | 34          | 39              | -5          | 30     |
| 16    | НК Загреб           | 34     | 11     | 8         | 15     | 43          | 55              | -12         | 30     |
| 17    | Борац Бања Лука     | 34     | 10     | 9         | 15     | 35          | 44              | -9          | 29     |
| 18    | Челик Зеница        | 34     | 9      | 8         | 17     | 45          | 60              | -15         | 22     |
| -     | НК Осијек           | -      | -      | -         | -      | -           | -               | -           | -      |
| -     | Тетекс Тетово       | -      | -      | -         | -      | -           | -               | -           | -      |

Најбољи стрелац: Милан Радовић (НК Ријека) - 26 постигнутих голова
|  | Куп европских шампиона   |
|  | Куп УЕФА                 |
|  | Куп победника купова     |
|  | испали из прве лиге      |
|  | пласирали се у прву лигу |

## Састави екипа
| Екипа         | Играчи | Тренер                             |
| ------------- | --- | ---------------------------------- |
| Црвена звезда | Рајко Јањанин (34/6), Сребренко Репчић (33/10), Златко Крмпотић (32/1), Милош Шестић (31/7), Милан Јанковић (30/5), Здравко Боровница (29/12), Иван Јуришић (27/1), Бошко Ђуровски (26/0), Владимир Петровић Пижон (23/6), Драган Милетовић (23/0), Живан Љуковчан (17/0), Милан Јовин (16/2), Цвијетин Благојевић (16/2), Драган Симеуновић (16/0), Миленко Рајковић (14/0), Љубиша Стојановић (12/0), Радомир Савић (12/0), Зоран Јеликић (10/1), Славољуб Муслин (10/0), Милко Ђуровски (9/5), Недељко Милосављевић (6/2), Слободан Горачинов (2/0), Здравко Чакалић (2/0), Србољуб Стаменковић (1/0), Горан Живановић (1/0), Славко Радовановић (1/0), Србољуб Маринковић (1/0) | Бранко Станковић                   |
| Хајдук        | Боро Приморац 34/3, Ненад Шалов 34/2, Никица Цукров 33, Зоран Вујовић 32/10, Златко Вујовић 31/11, Иван Гудељ 30/10, Младен Богдановић 30/1, Зоран Вулић 28/9, Зоран Симовић 27, Марио Ћутук 21, Мићун Јованић 20, Есад Мехмедалић 18/1, Мишо Крстичевић 17/1, Владимир Ћутук 13, Ивица Шурјак 11/6, Ведран Рожић 10, Дамир Маричић 7, Иво Шепаровић 7, Иван Пудар 6, Зоран Вујчић 6, Виктор Гоић 5, Шиме Лукетин 2, Милорад Нижетић 2, Душан Пешић 1, Влахо Мацан 1, Бранко Миљуш 1 | Анте Младинић                      |
| Раднички      | Стојан Гавриловић 34, Душан Митошевић 33/7, Милован Обрадовић 33/1, Зоран Бојовић 33/1, Драган Пантелић 32/7, Зоран Мартиновић 31/4, Миодраг Стојиљковић 29/7, Александар Панајотовић 29/2, Слободан Халиловић 28/2, Мирослав Војиновић 20, Бојан Аврамовић 18, Мирослав Симоновић 17, Слободан Антић 16/2, Мирослав Алексић 16, Славољуб Николић 9/2, Миодраг Савић 8/3, Бранислав Ђорђевић 7, Драган Радосављевић 7, Томислав Николић 4, Зоран Милошевић 3/1, Зоран Миленковић 3, Братислав Ринчић 2, Милош Дризић 2, Иван Станковић 1, Љуборад Стевановић 1 | Душан Ненковић                     |
| Слобода       | Рифат Мехиновић 34/3, Зоран Томић 32/5, Горан Миљановић 32/4, Аднан Џанић 32, Мерсад Ковачевић 31/6, Нихад Мујезиновић 31/2, Фуад Мулахасановић 29/9, Мидхат Мемишевић 29, Сеад Сарајлић 28/6, Сенад Ибрић 28/4, Јасмин Диванефендић 22, Мидхат Смаилагић 20, Неврес Захировић 19/3, Слободан Петровић 17, Џевад Шећербеговић 15/2, Мирза Хаџић 8, Неврес Гогић 6/1, Неџад Верлашевић 6, Фахрудин Омеровић 5, Ризах Мешковић 3, Сенад Карач 3, Адемир Смајловић 1/1 | Ђорђе Герум                        |
| Динамо        | Срећко Богдан 32/3, Стјепан Деверић 31/2, Борислав Цветковић 29/5, Абид Ковачевић 27/13, Џемал Мустеданагић 27/2, Младен Муњаковић 22/1, Марин Куртела 22, Драган Бошњак 22, Марко Млинарић 20/6, Бранко Туцак 20, Чедомир Јовичевић 19, Златко Крањчар 17/5, Звијездан Цветковић 17/1, Сњежан Церин 16/3, Желимир Стинчић 16, Велимир Зајец 16, Миливој Брачун 14, Исмет Хаџић 13, Маријан Влак 10, Томислав Ивковић 9/1, Драго Думбовић 9/1, Ивица Пољак 8, Петар Бручић 4/1, Милан Ћаласан 2, Јосип Куже 2, Жељко Хохњец 2, Мустафа Арслановић 1, Бранко Девчић 1. | Влатко Марковић, Мирослав Блажевић |
| Будућност     | Славко Влаховић 34, Момир Бакрач 33/1, Петар Љумовић 33, Драган Вујовић 32/12, Зоран Воротовић 32/1, Мојаш Радоњић 28/16, Јанко Мирочевић 28, Мирко Радиновић 27/1, Жарко Вукчевић 25/3, Војислав Вукчевић 25/1, Бранислав Дробњак 25, Дервиш Хаџиосмановић 24/2, Зоран Батровић 21, Радован Бујић 17, Момчило Вујачић 9, Славенко Кузељевић 9, Василије Јовановић 7/1, Бранислав Ђукановић 7, Драган Стојиљковић 7, Василије Калезић 4, Жарко Павићевић 4, Зоран Џанкић 2, Ранко Цакић 1, Звонко Калезић 1. | Драгутин Спасојевић                |
| Ријека        | Иве Јеролимов 32/2, Адриано Фегић 32/2, Милан Радовић 31/26, Милош Хрстић 31/2, Срећко Јуричић 30, Никола Марјановић 29, Душан Лукић 28/3, Сергио Макин 27/2, Нашет Жавели 26, Мирослав Шугар 26, Едмонд Томић 24/5, Милан Ружић 24/4, Жељко Јањанин 22/1, Дамир Десница 15/3, Дарко Перанић 12, Мауро Равнић 10, Жељко Мијач 9, Зоран Шестан 7, Жељко Маретић 6, Зоран Стојадиновић 4, Небојша Петровић 3, Мирко Мијовић 2, Мирослав Миљковић 1 | Мирослав Блажевић, Маријан Брнчић  |
| Партизан      | Звонко Живковић 32/14, Александар Трифуновић 31/3, Ненад Стојковић 30, Звонко Варга 29/9, Никица Клинчарски 29/3, Миодраг Јешић 27/2, Адмир Смајић 26, Драги Каличанин 25/2, Момчило Вукотић 24/6, Миодраг Радовић 22/1, Сеад Машић 22, Милош Ђелмаш 18/1, Џевад Прекази 17/1, Радмило Иванчевић 15, Раде Залад 13, Милан Бабић 13, Зоран Лилић 13, Јусуф Хатунић 12, Ранко Стојић 8, Павле Грубјешић 6/1, Драган Манце 6, Слободан Павковић 5, Решад Куновац 3, Владимир Јоцић 2, Борислав Ђуровић 1, Звонко Поповић 1, Илија Завишић 1, Владимир Лазичић 1. | Томислав Калоперовић               |
| Вележ         | Енвер Марић 34, Аднан Међедовић 33/10, Драган Окука 33/4, Дубравко Ледић 32, Авдо Калајџић 31/1, Веселин Ђурасовић 30, Владимир Скочајић 29/10, Мирсад Мулахасановић 25, Боривоје Лучић 24/1, Вахид Халилхоџић 22/11, Владимир Матијевић 22/2, Александар Мичић 18, Никола Меселџија 16, Ненад Биједић 14/2, Мате Обшивач 12, Блаж Слишковић 12, Момчило Вукоје 12, Исмет Шишић 8, Даворин Јуричић 4, Касим Суљкић 3, Предраг Јурић 3, Џемал Дилберовић 3, Светозар Чича 2/1, Дарко Марић 2/1, Борко Јовановић 2, Мили Хаџиабдић 2, Анел Карабег 1, Зијад Тојага 1 | Милош Милутиновић                  |
| Војводина     | Зоран Марић 33/7, Јосиф Илић 33/4, Маријан Зовко 33/2, Бранислав Новаковић 31/6, Рајко Вујадиновић 27/4, Слободан Шујица 27, Шандор Мокуш 27, Владан Димитрић 24/1, Лазар Грубор 24, Ђорђе Ћурчић 23, Чедомир Мићовић 20, Лабуд Пејовић 18/4, Драгољуб Беквалац 18/3, Стеван Комљеновић 17/2, Шандор Нађ 16/2, Драган Јаблан 15, Ђорђе Вујков 13/1, Савко Марић 11, Владимир Трифуновић 9, Звонко Ћирић 6, Михаил Рац 5, Дејан Митић 3, Милан Петровић 2 | Марко Валок                        |
| Вардар        | Влатко Димитровски 34/1, Ђорђе Јовановски 32/1, Васил Рингов 30/11, Сандре Маневски 30/6, Кочо Димитровски 30/2, Зоран тасевски 28, Драган Павловић 24/5, Гоце Алексовски 20/4, Петар Груевски 20, Борче Мицевски 19/3, Жарко Оџаков 19/2, Зоран Велковски 19/1, Петар Георгијевски 19, Тони Савевски 19, Благој Георгијев 18, Драгомир Мутибарић 16, Зоран Банковић 16, Павел Георгијевски 11, Ђорђе Тодоровски 10, Златан Настевски 9, Атанас Грнчаров 5, Цветко Костовски 3, Владо Тортевски 2, Драги Христовски 1. | Стјепан Бобек                      |
| Олимпија      | Бранислав Бошњак 34/2, Зденко Искра 33, Јасмин Хајдук 32, Вили Амершек 31/6, Јанез Вољч 31/5, Иван Будимчевић 31, Мирсад Сејдић 29/2, Михајло Петровић 29, Тоне Рожич 26/6, Дарко Домаденик 25/2, Раде Вујновић 22, Бранко Шаренац 20/3, Предраг Томић 19, Петер Амершек 18/1, Звоне Терчич 16/1, Илија Савовић 10, Данило Пердув 5, Марко Елснер 5, Драгољуб Љиљак 4, Љубиша Далановић 4, Игор Мавер 3/1, Сречко Катанец 2, Разим Хасанбашић 1, Саша Стојанов 1, Роман Бенгез 1. | Вукашин Вишњевац                   |
| Сарајево      | Ненад Видаковић 33, Нијаз Ферхатовић 32/5, Фарук Хаџибегић 32/2, Ферид Радељаш 30/3, Нијаз Мердановић 30, Предраг Пашић 28/5, Славиша Вукићевић 27/1, Слободан Јањуш 27, Зоран Лукић 25/10, Мехмед Јањош 24/6, Мирза Капетановић 24, Хусреф Мусемић 23/7, Един Хаџиалагић 15/3, Давор Јозић 14, Агим Николић 13, Сенад Мердановић 12/2, Нихад Милак 8, Сафет Сушић 7/2, Ирфан Ханџић 6, Анте Рајковић 5, Драган Божовић 4, Вахид Авдић 3, Абдел Бешовић 3, Милош Ђурковић 3, Томашевић 2, Мелић 2, Желимир Видовић 1, Миле Урошевић 1. | Фуад Музуровић                     |
| Жељезничар    | Мехмед Баждаревић 33/6, Никола Никић 32/6, Хајрудин Сарачевић 32/4, Миломир Одовић 29/5, Јосип Чилић 29/1, Душко Ивановић 27, Иван Лушић 27, Бранислав Берјан 26/1, Раде Паприца 24/8, Един Бахтић 23/5, Драгомир Влашки 19/1, Мирсад Баљић 19, Сенад Арнаутовић 19, Антон Грабо 15/3, Славко Његуш 15, Владо Чапљић 12/1, Владо Комшић 12/1, Ненад Старовлах 8, Един Ћурић 8, Драган Самарџија 7, Милан Гутовић 1, Пехливановић 1. | Ивица Осим                         |
| ОФК Београд   | Слободан Батричевић 31/6, Илија Петковић 30/4, Божидар Миленковић 28/3, Ђорђе Серпак 28, Драган Томић 28, Владета Старчевић 27/5, Љубомир Марић 27, Никша Ђујић 24, Миодраг Ђурић 23, Зоран Дмитрић 20/7, Лазар Трипковић 18, Здравко Букарица 17, Слободан Топаловић 16, Милован Ђорђевић 15, Драган Марковић 15, Владимир Манасијевић 13/2, Горан Зеленовић 12/2, Ђорђе Уковски 12, Станислав Караси 11/1, Момчило Митић 11, Божидар Марјановић 7, Бранислав Аникић 7, Љубиша Лазаревић 4, Мирза Кахровић 3, Бранко Смиљанић 3, Милош Љубеновић 2, Александар Радовић 1/1, Радован Вулићевић 1, Милош Костић 1, Миленко Бјелић 1, Зоран Митић 1.                                  | Гојко Зец                          |
| Загреб        | Драго Рукљач 34/7, Јосип Чоп 31/1, Славко Ковачић 30/13, Анте Румора 30, Бранко Годинић 29, Атиф Липовац 29, Маријан Черчек 27/6, Бранимир Антолић 24, Михајло Бошњак 23/1, Жељко Смолек 21/8, Мирослав Уљан 21/4, Јерко Типурић 21, Жељко Јурин 19/3, Звонко Чопор 17, Вјеран Симунић 16, Милан Шаровић 15, Стипе Перић 15, Срећко Курбаша 6, Суад Каралић 5, Дамир Валец 5, Стјепан Пањкрет 4, Драган Вукадиновић 4, Јозо Брко 2, Бранислав Кукоља 2. | Дражан Јерковић                    |
| Борац         | Драган Марјановић 33/8, Изет Реџепагић 33/2, Џевад Кресо 32/6, Слободан Каралић 32, Миодраг Ђурђевић 32, Златан Арнаутовић 29/6, Борче Средојевић 29, Иван Беди 27/3, Владо Котур 27/1, Драго Богојевић 24/1, Момчило Раичевић 22, Берислав Буковић 21/1, Хикмет Кушмић 20, Сеад Челебић 18/2, Бакир Шалак 16/1, Михајло Ђуран 15/1, Предраг Куртеш 10, Ненад Лазић 6, Мухамед Ибрахимбеговић 5/1, Душко Павић 2, Стојан Малбашић 2, Тамир Сејдић 2, Дарко Хоџић 1, Миленко Гајић 1, Дарко Станаревић 1 | Душан Драшковић                    |
| Напредак      | Милијан Тупајић 32/2, Драгољуб Костић 31/15, Зоран Панић 30/7, Давор Чоп 29/13, Новица Костић 28/2, Драган Милојевић 27/3, Милорад Јовановић 27/1, Миладин Пештерац 26, Небојша Карамарковић 22, Расим Ахметовић 20, Роберт Јуричко 20, Драган Ерић 19, Драган Томић 17, Предраг Динчић 16, Милан Бабић 16, Ешреф Јашаревић 15/1, Владимир Јоцић 13, Решад Куновац 12, Василије Кнежевић 11, Томислав Момировић 11, Зоран Ивковић 4/1, Миодраг Пауновић 4, Стојан Мамић 2, Драгиша Бинић 2, Обрен Радуловић 1, Горан Богојевић 1, Горан Стевановић 1 | Милован Ђорић                      |